# Leucanella flavissima
Leucanella flavissima är en fjärilsart som beskrevs av Lemaire 1966. Leucanella flavissima ingår i släktet Leucanella och familjen påfågelsspinnare. Inga underarter finns listade i Catalogue of Life.